# Gymnopleurus fulgidus
Gymnopleurus fulgidus är en skalbaggsart som beskrevs av Olivier 1789. Gymnopleurus fulgidus ingår i släktet Gymnopleurus och familjen bladhorningar. Inga underarter finns listade i Catalogue of Life.

## Bildgalleri

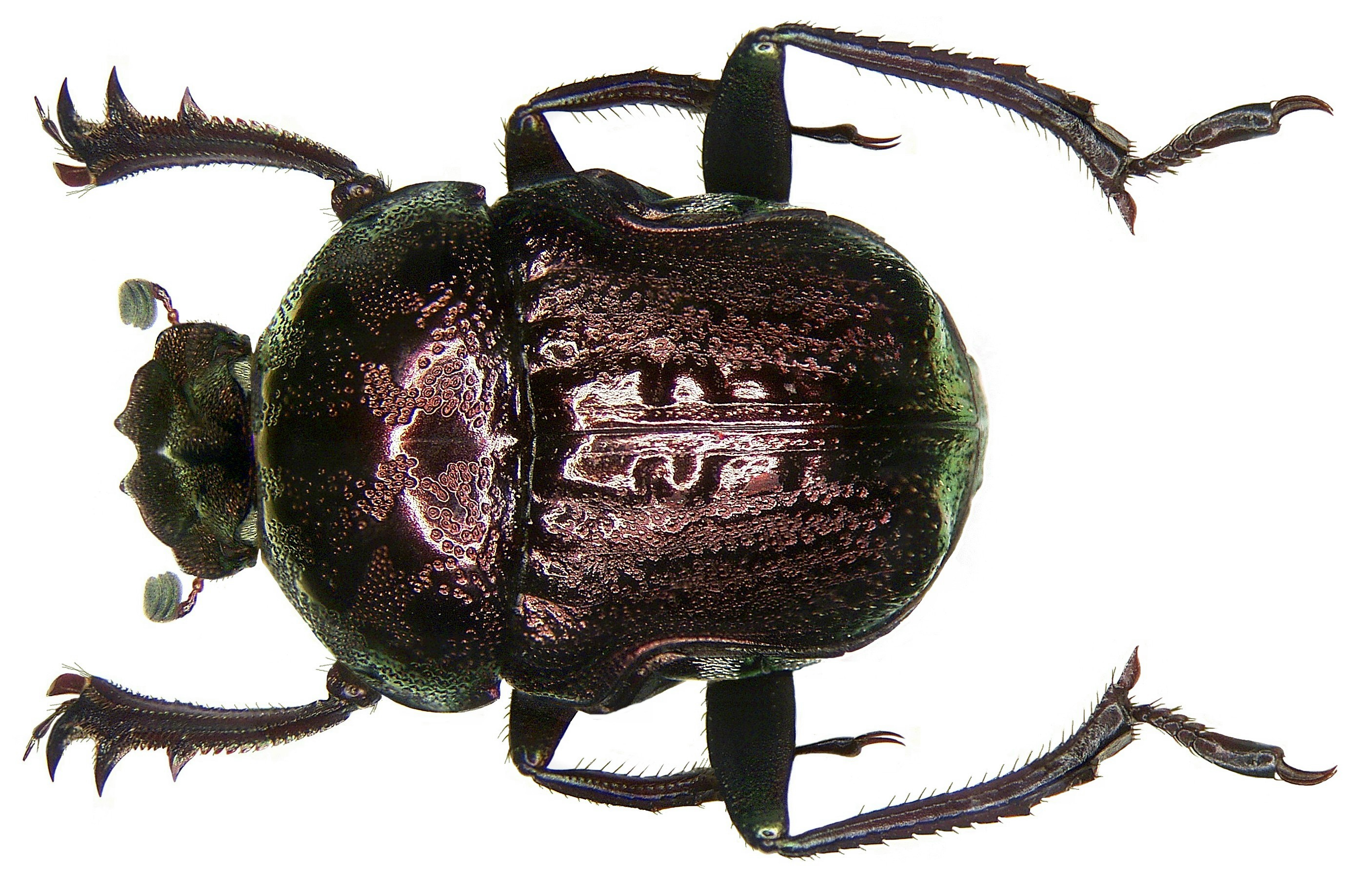